# Tecnoprogresismo
El tecnoprogresismo o tecno-progresismo (común pero no recomendado por las academias de lengua española) es una postura ideológica basada en los principios del transhumanismo que se enfoca en la convergencia entre el progreso tecnológico y social. Los tecnoprogresistas sostienen que las innovaciones tecnológicas pueden ser profundamente empoderadoras y enmancipadoras cuando su seguridad y eficacia son reguladas de forma democrática y transparente con el fin de hacerlas universal y equitativamente disponibles.

## Postura
Los tecnoprogresistas mantienen que el progreso debería enfocarse tanto en las dimensiones éticas y sociales como en las científicas y tecnológicas, por lo cual para ellos la acumulación de conocimiento científico y los avances tecnológicos no representan un logro apropiado de progreso si estos no están acompañados por una distribución justa de los costos, riesgos y beneficios que estos puedan aportar. 
Los partidarios de esta ideología también apoyan el derecho de las personas de mantener o modificar sus mentes y cuerpos, bajo sus propios términos, a través de la tecnología médica y terapéutica disponible. Otros temas de importancia para el tecnoprogresismo también son el uso seguro, responsable y liberador de tecnologías emergentes como la elección genómica en la reproducción, los organismos genéticamente modificados, la nanotecnología, la inteligencia artificial y la geoingeniería.

## Declaración Tecnoprogresista
En noviembre del 2014 se llevó a cabo en París la conferencia TransVision, donde distintas organizaciones transhumanistas redactaron una declaración con los principios comunes del tecnoprogresismo. En ella se solicita a los adherentes al tecnoprogresismo, a los transhumanistas y los futuristas a intensificar su compromiso político con el fin de controlar las consecuencias que las tecnologías emergentes puedan tener sobre la humanidad.
En la declaración tecnoprogresista también se hace un llamado a solidarizar con movimientos sociales tales como a las organizaciones que defienden a los trabajadores y los desempleados, las minorías sexuales y de género, los movimientos por los derechos de los discapacitados y reproductivos, entre otros, con el propósito de insistir en que en las sociedades justas y fuertes las tecnologías deben estar bien reguladas y ser accesibles universalmente, así como también educarlos sobre las amenazas emergentes que éstos ignoran y cómo es posible reducir estos riegos a través del uso de nuevas tecnologías.

A medida de que la inteligencia artificial, los robots y otras tecnologías van destruyendo más trabajos de los que crean y las personas mayores viven más tiempo, debemos unirnos y demandar una reforma radical en el sistema económico. Todas las personas deberían ser liberadas de la necesidad de trabajar. Todo humano debería tener garantizado un sueldo, atención médica y acceso de por vida a la educación.
Declaración Tecnoprogresista

## Biopolítica tecnoprogresiva
La biopolítica es una nueva arista política que nace del desarrollo de nuevas tecnologías capaces de ser usadas para mejorar las capacidades mentales y físicas de la humanidad. Los transhumanistas se encuentran en el extremo más progresista del espectro, mientras que los bioconservadores se encuentran al otro extremo. Los tecnoprogresistas se diferencian de ambos grupos debido a su posición tanto en los temas biopolíticos como en asuntos económicos. 
Los tres principales temas que rigen la discusión biopolítica son la necesidad de garantizar a la población acceso a atención médica de forma universal, la presión demográfica causada por el envejecimiento de la población en sociedades industriales y la globalización de la atención médica. 
Sobre estos asuntos los tecnoprogresistas abogan por:
- Asegurar acceso universal a todas las biotecnologías beneficiosas a través de una provisión pública mundial.
- Eliminar la distinción entre terapias de recuperación y de mejoramiento en el sistema de atención médica y en el financiamiento de investigaciones.
- Regular las terapias de perfeccionamiento humano por seguridad y no por moralidad.
- Defender la libertad cognitiva a través de una reforma a la ley de drogas de recreación.
- Financiar federalmente investigaciones en el ámbito de la biología del envejecimiento y otras mejoras.
- Hacer retroceder la extralimitación en la propiedad intelectual, especialmente en la patentación del genoma humano.
- Establecer la personalidad cognitiva como la base para tener derechos bajo la ley.

## Futurismo social
Los problemas a los que nos enfrentamos hoy en día no pueden ser resueltos sin tecnología. De hecho, la tecnología que tenemos ahora es demasiado peligrosa como para simplemente abandonarla y esperar lo mejor. Debemos aprovechar el potencial de la tecnología para resolver los mayores problemas de nuestra civilización de una vez por todas. Idealmente, luego de solucionar esos problemas seremos capaces de marcar el comienzo de una nueva era de exploración y realización para la humanidad (...).
Amon Twyman

El futurismo social es considerado un sinónimo de tecnoprogresismo, este pensamiento hace referencia al uso inteligente y compasivo de nuevas tecnologías con el fin de la mejora individual y social, haciendo énfasis en el voluntarismo y la libertad personal. Esta ideología es partidaria de:
- Las ciencias, la tecnología y el perfeccionamiento humano voluntario.
- La legislación política impulsada por la evidencia y no por el dinero.
- El ambientalismo protecnología.
- La provisión de las necesidades básicas para todos los ciudadanos.
- Políticas públicas antiautoritarias y socialmente liberales.
- La descentralización política.

## Oposición
Mientras que el tecnoprogresismo es una posición que apoya el desarrollo tecnológico, su regulación y la libre elección de mejoras cognitivas y físicas, el bioconservatismo es una posición que duda frente a los avances tecnológicos y que se opone a estas mejoras, particularmente en humanos. Los bioconservadores están en contra de las intervenciones médicas y tecnológicas que tengan como fin la superación de las limitaciones humanas y biológicas culturales actuales. 
Los bioconservativos varían en la perspectiva política desde religiosos y culturalmente conservadores partidarios de la derecha hasta ambientalistas y críticos tecnológicos partidarios de la izquierda. Lo que unifica a los bioconservadores es el escepticismo sobre las transformaciones al mundo viviente a través de la tecnología.
En sus versiones más moderadas, tanto el tecnoprogresismo como el bioconservatismo se oponen al desarrollo de tecnologías inseguras, injustas y antidemocráticas, ya que estas tecnologías pueden facilitar la imprudencia y la explotación, exacerbar la injusticia y generar descontento social. Otras preocupaciones que comparten ambas ideologías es que aquellos con dinero obtengan mejoras médicas y tratamientos contra la vejez antes que el resto de la población, que los sectores poderosos controlen las tecnologías de vigilancia digital y que la nanotecnología emergente sea utilizada para consolidar el poder de estos sectores.
Posiciones más extremistas del bioconservatismo incluyen la oposición a las modificaciones genéticas de plantas de cultivo, la clonación y la modificación genética de animales y rechazan la modificación genética, de prótesis y cognitiva de seres humanos.

## Riesgos de la tecnología
Toda tecnología presenta un grado de riesgo para la humanidad, es por esto que el tecnoprogresismo avala la regulación de esta y defiende la distribución justa de estos riesgos entre la humanidad. Los riesgos tecnológicos incluyen cualquier situación en que la mala aplicación o la falta del control apropiado sobre una tecnología genere peligro.
Entre estos riesgos se pueden encontrar el uso de tecnologías que contaminan el ambiente, ya que se cree que distintos tipos de contaminantes son los responsables del cambio climático. Otro problema causado por el desarrollo de la tecnología es el incremento del desempleo a medida que los trabajos son automatizados, sin embargo, los tecnoprogresistas no piensan que la ausencia de trabajos sea un problema en sí, ya que son partidarios de que todas las personas reciban un ingreso, eliminando la necesidad de trabajar.

Deberíamos deshacernos de la noción totalmente engañosa de que todos deben ganarse el sustento. En la actualidad es un hecho que uno de cada diez mil de nosotros puede crear un invento tecnológico capaz de mantener a todo el resto. La juventud de hoy en día tiene toda la razón al reconocer que ganarse el sustento no tiene sentido. Seguimos inventando trabajos debido a esta falsa idea de que todos deben tener un empleo en un trabajo penoso porque, de acuerdo a la teoría Malthus-Darwiniana, las personas deben justificar su derecho a existir. Por ello tenemos inspectores de inspectores y gente haciendo instrumentos para que inspectores inspeccionen a otros inspectores. El verdadero trabajo de las personas debería ser volver a la escuela y pensar sobre aquello que pensaban antes de que alguien les dijera que debían ganarse el sustento.
R. Buckminster Fuller

## Lista de notables críticos sociales tecnoprogresistas
- El tecnocrítico Dale Carrico y sus consideraciones sobre el tecnoprogresismo.[7]

- La filósofa Donna Haraway y sus artículos sobre la teoría cyborg.[9]

- El teórico de medios de comunicación Douglas Rushkoff y sus artículos sobre el código abierto.[10]
- El crítico cultural Mark Dery y sus publicaciones sobre la cibercultura.
- El periodista de ciencias Chris Mooney y sus artículos sobre "la guerra contra la ciencia" del partido republicano estadounidense.[11]
- El futurista Bruce Sterling y su movimiento de diseño Viridian.[12]
- El futurista Alex teffen y sus publicaciones sobre el ambientalismo "bright green" (protecnología) a través del blog Worldchanging.
- La periodista de ciencias Analee Newitz y sus artículos sobre el biopunk.[13]
- El bioético James Hughes del Instituto por la Ética y las Tecnologías Emergentes y sus publicaciones sobre el transhumanismo democrático.[14]

## Temas tecnoprogresivos de interés
- Modificación corporal
- La bioética
- La biopolítica
- Los derechos digitales
- El movimiento del software libre
- La política transhumanista

## Controversia
El tecnocrítico Dale Carrico, un académico conocido por usar el término "tecnoprogresismo" como una abreviatura para describir políticas progresivas que enfatizan los problemas tecnocientíficos, ha expresado preocupación frente al hecho de que algunos ideólogos transhumanistas están usando el término para describirse a ellos mismos, con la posible consecuencia de engañar a las personas con respecto a sus puntos de vistas culturales, sociales y políticos, que pueden o no ser compatibles con la crítica tecnoprogresiva.

## Similitudes y diferencias con el transhumanismo libertario
En los siguientes temas tanto el tecnoprogresismo como el transhumanismo libertario opinan lo mismo:
- Ciudadanía: Todos los seres conscientes de sí mismos que tengan deseos y planes para el futuro deberían ser considerados ciudadanos con derecho a vivir (ciudadanía cyborg).
- Humanismo: Los seres humanos son libres de determinar su propio futuro, guiados por la razón prudente. No hay límites naturales ni religiosos evidentes que limiten la aspiración humana.
- Libertad individual: Creencia en el factor yuck, donde una respuesta negativa intuitiva a alguna cosa, idea o práctica debería ser interpretada como evidencia del carácter intrínsecamente dañino o maligno de aquella cosa.

Las diferencias entre ambas ideologías políticas son:
|                                                        | Transhumanismo libertario | Tecnoprogresismo |
| ------------------------------------------------------ | --- | --- |
| Riesgo tecnológico                                     | La tecnología es incontrolable y los problemas causados por esta pueden ser manejados sin que el gobierno interfiera.                                                                                          | Creencia de que los problemas causados por la tecnología pueden ser manejados con la ayuda de vigilancia y regulación democrática. |
| Igualdad frente a las tecnologías de perfeccionamiento | Si la igualdad legal está garantizada y las tecnologías de mejora están disponibles en el mercado, la igualdad social es irrelevante y el gobierno no debe hacer nada para crear una sociedad más igualitaria. | Las democracias deberían trabajar para alcanzar la igualdad social y proveer acceso universal a las tecnologías de mejora. |
| Derechos de reproducción y libertad de procreación     | Confía en que los padres actúan en el mejor interés de sus hijos y aboga por la libertad de estos en influenciar la constitución genética de los mismos.                                                       | Confía en que los padres actúan en el mejor interés de sus hijos, los detiene si no es así y les da acceso igualitario para determinar la constitución genética de los mismos, fomentando la creación de niños que tengan las mejores oportunidades de vida. |
| Protección ecológica                                   | El mercado puede resolver todos los problemas ecológicos. | La regulación judicial y el uso de tecnologías amigables con el ambiente puede prevenir y remediar el daño ecológico. |
| Desempleo y garantización de un ingreso básico.        | Todos los trabajadores encontrarán nuevos trabajos, incluso si es con menor sueldo. No es necesaria la intervención del gobierno.                                                                              | La riqueza y el tiempo libre producto de la automatización debe ser compartido equitativamente a través de la garantización de un ingreso básico y semanas de trabajo más cortas.                                                                            |
| Globalización                                          | La gobernanza mundial, la protección de los trabajadores y las leyes ambientales son innecesarias. | La globalización económica es buena, siempre y cuando esté acompañada de derechos laborales, protección al trabajador, leyes ambientales y gobernanza democrática mundial de los flujos de capital.                                                          |